# كينتاوروس (كسانثي)
كينتاوروس (Κένταυρος) هي مدينة في كسانثي في مقاطعة فوريا إلادا في اليونان.